# Pitchlehre
Unter einer Pitchlehre versteht man ein Messgerät zum Einstellen des Pitchwinkels der Rotorblätter eines Modellhubschraubers.

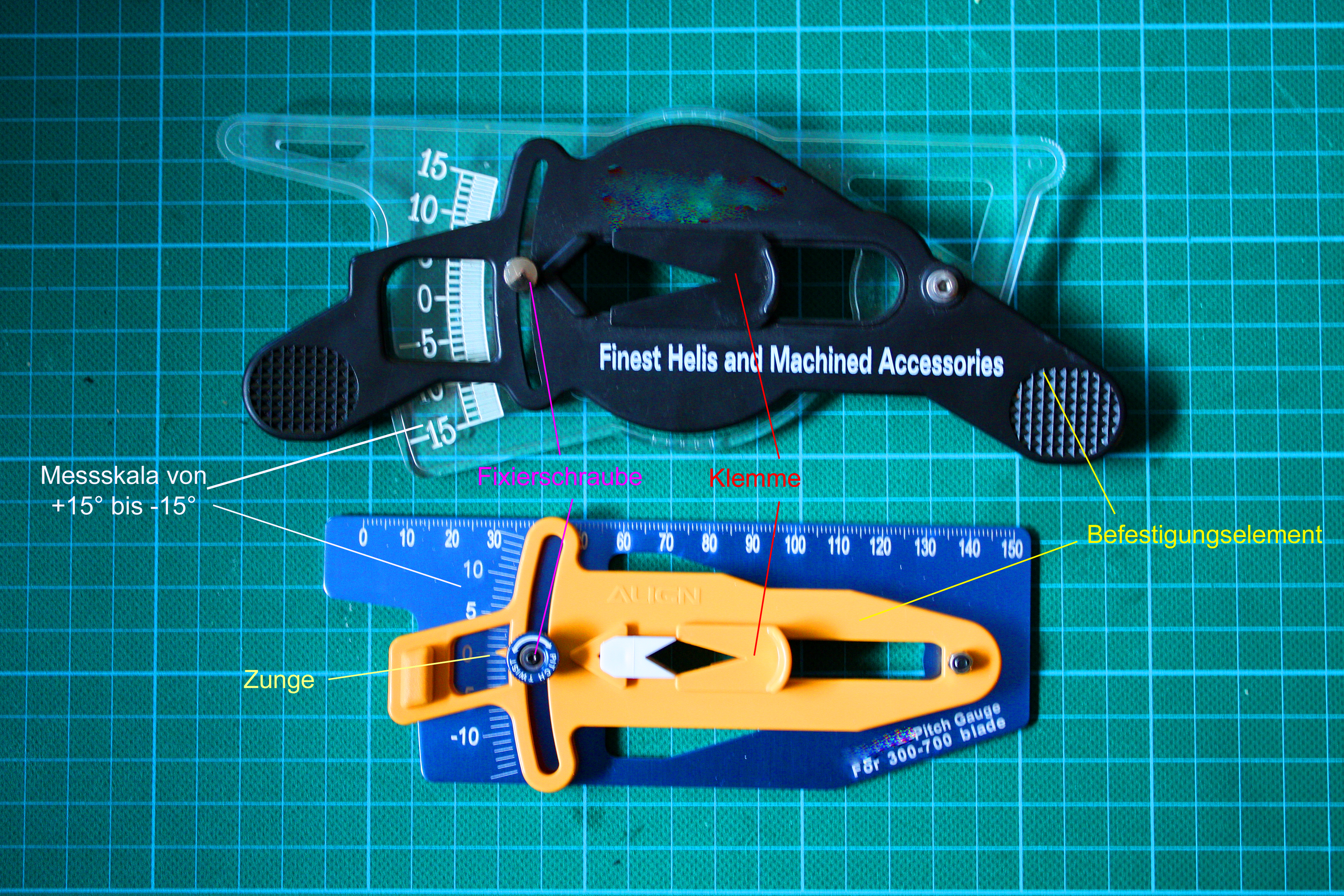
Zwei variable Pitchlehren für unterschiedliche Rotorblattgrößen

## Aufbau und Anwendung
Eine Pitchlehre findet bei solchen Modellhubschraubern Anwendung, die mit verstellbarer Rotorblattanstellung (pitchgesteuerte Modelle) geflogen werden können. Bei diesen Modellen werden dabei bei gleichbleibender Rotordrehzahl die Rotorblätter mittels einer Funkfernsteuerung in einen bestimmten Anstellwinkel gebracht, um dem Hubschrauber mehr oder weniger Auftrieb zu geben:
Der RC-Pilot benötigt
- für Schwebe- oder Steigflug ca. ≥ 5° Anstellwinkel
- für einen Sinkflug < 5°
- für ein Autorotationsmanöver ca. −4° im Sinkflug und ca. +10° in der Abfang/Landephase,

um das Modell entsprechend zu bewegen.
Des Weiteren können aber auch negative Anstellwinkel (−5° bis ca. −15°) benötigt werden, nämlich dann, wenn das Modell kunstflug- oder 3D- tauglich ist. Damit das gesamte Rotorsystem stimmig ist und jedes Rotorblatt bei der Umdrehung um die Rotorachse auch den gleichen Anstellwinkel trifft wie die anderen am gleichen Rotorkopf montierten Rotorblätter, ist eine Pitchlehre notwendig.
Eine Pitchlehre besteht aus zwei grundlegenden Elementen:
Zum einen besteht sie aus einer Befestigungseinheit, die über die Spitze des einzustellenden Rotorblattes geschoben wird. Meistens befinden sich an dieser Einheit eine federgelagerte Klemme, damit die Befestigungseinheit nicht verrutschen kann und der Anwender beide Hände für weitere Justierungsmaßnahmen frei hat. Die zweite Einheit besitzt eine Messskala. Beide Einheiten sind axial miteinander verbunden, so dass sich ein Ausgangspunkt, meist gekennzeichnet durch eine kleine Zunge auf der Befestigungseinheit, in Bezug zu der Skala bringen lässt.

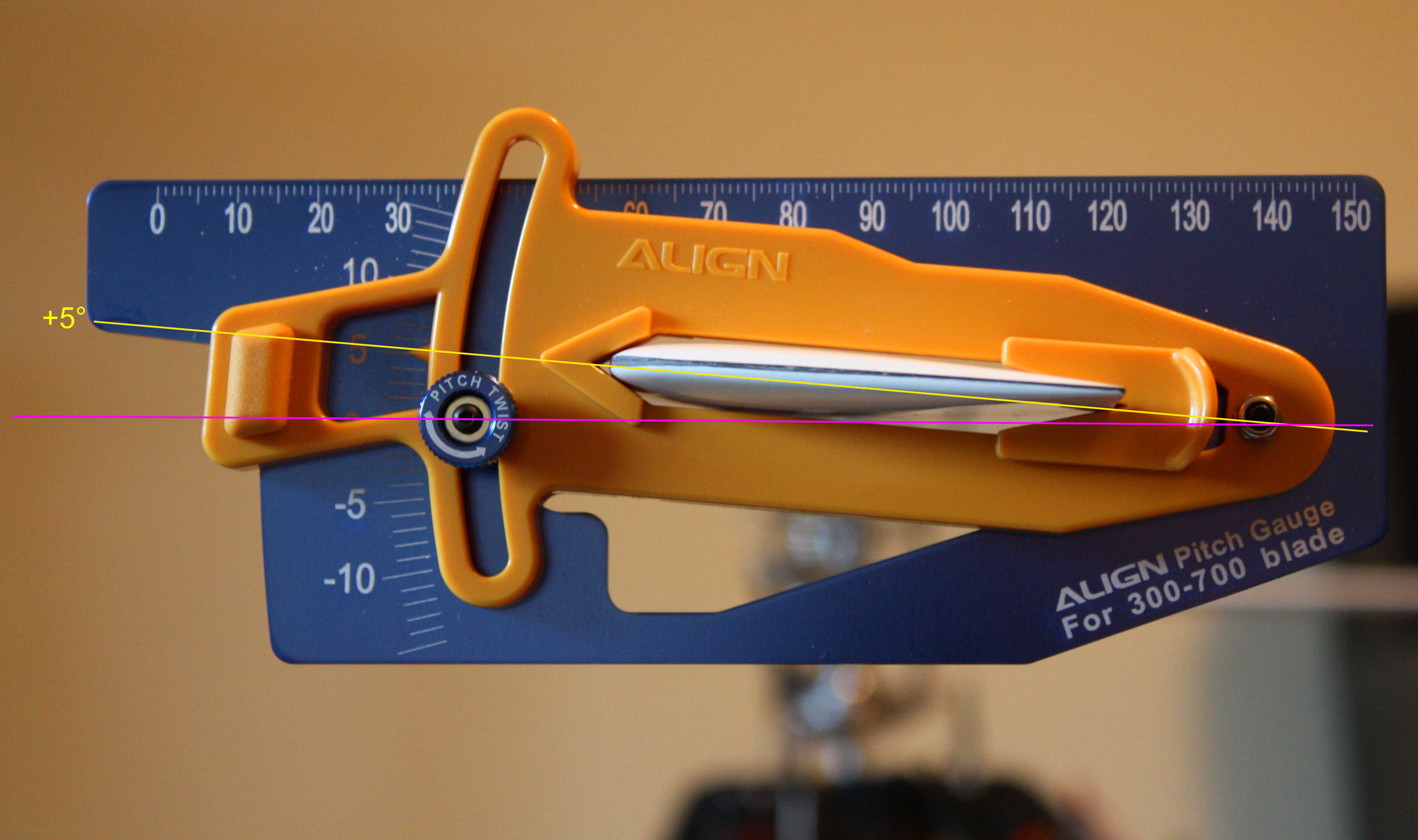
Eine auf ein Rotorblatt geklemmte Pitchlehre zeigt einen Anstellwinkel des Rotorblattes von + 5° an. Die magentafarbene Linie symbolisiert die Referenzebene, die 0° Neigung hat

Da die 0°-Stellung des Rotorblattwinkels sich an einem 90° Winkel zur Schwerkrafteinwirkung orientiert, ist die 0° Stellung des Rotorblattes stets identisch mit einer Ebene, die im 90° Winkel zur Schwerkraft liegt. Diese 0° Stellung dient somit als Referenzebene; ein neigungsloser Tisch oder Fußboden kann eine solche Referenzebene darstellen. Das Hubschraubermodell ist dabei in Bezug auf seine Querachse und Längsachse ebenfalls an dieser Referenzebene parallel auszurichten. Der 0°-Wert der Skalaeinheit der Pitchlehre ist somit parallel zur Referenzebene auszurichten, um das Messverfahren einleiten zu können. Je nach Ausrichtung der Befestigungseinheit der Pitchlehre mit dem eingeklemmten Rotorblatt lässt sich nun der Pitchwinkel ablesen, der durch die Stellung der zuvor genannten Zunge angezeigt wird.
Die auf der Pitchlehre befindliche Skala reicht bei einigen Modellen von +10° bis −10°, bei aktuelleren Modellen von +15° bis −15°.
Neben dem zuvor beschriebenen analogen Messverfahren gibt es mittlerweile auch schon digitale Pitchlehren zu erwerben, die den Anstellwinkel der Rotorblätter digital und bis auf eine Stelle nach dem Komma anzeigen können.
Da es unterschiedliche Rotorblattgrößen gibt, auf die eine Pitchlehre aufgeschoben werden muss, gibt es für die unterschiedlichen Blatttiefen auch unterschiedliche Größen bei den Pitchlehren.
Die Pitchlehre lässt sich nicht nur für die Hauptrotorblätter benutzen, sondern kann auch für die Heckrotorblätter benutzt werden. Als Referenzebene dient hier dann der Heckausleger des Modells, an dem die 0°-Stellung der Pitchlehre parallel auszurichten ist.

## Ähnliche Messgeräte
Einige Applikationen für Mobiltelefone können den gleichen Zweck erfüllen wie eine Pitchlehre. Dabei wird die Längskante des Mobiltelefons auf die Oberseite des angewinkelten Rotorblattes gelegt. Der Unterschied zur Referenzebene wird dabei anhand im Mobiltelefon enthaltener Lagesensoren gemessen und digital auf dem Display lesbar ausgegeben, so dass der Rotorblattwinkel ablesbar ist. Da Rotorblätter für Modellhubschrauber jedoch meistens einen gewölbten Querschnitt haben, kann das Mobiltelefon meistens auch nicht bündig auf das Rotorblatt gelegt werden, so dass die Messergebnisse mit der Mobiltelefonapplikation recht ungenau sind und somit nur einen groben Anhaltspunkt für den korrekten Rotorblattwinkel geben. Einige Modellbauer fixieren das Mobiltelefon jedoch mit Klebeband auf dem Rotorblatt, so dass die Messergebnisse mit dieser Verfahrensweise etwas präzisiert werden können.